# Lamballe
Lamballe é uma vila e antiga comuna francesa na região administrativa da Bretanha, no departamento Côtes-d'Armor. Estende-se por uma área de 76,11 km². Em 2010 a comuna tinha 17 216 habitantes (densidade: 226,2 hab./km²).

## História
A região provavelmente é habitada desde a Idade do Bronze, como faz supor a presença do Menhir de Guihalon.
Lamballe foi a capital do condado de Penthièvre, que em 1569 foi transformado em ducado. La Noue, o famoso líder huguenote, foi mortalmente ferido em 1591 no cerco do castelo, que foi desmantelado em 1626 por Richelieu.
A cidade é citada por ter participado da Revolta dos Bonnets Rouges ou Revolta do Papel Timbrado, em 1675.
O último duque de Penthièvre, Luís João de Boubon concedeu a seu filho Luís Alexandre o título de príncipe de Lamballe. O Príncipe de Lamballe casou com Maria Luísa de Saboia e ela levou o título Princesa de Lamballe. A princesa morou com o sogro após a morte prematura do marido. Ela era uma amiga íntima da rainha Maria Antonieta e foi uma das vítimas mais famosas da Revolução Francesa.
Charles Armand Tuffin, marquês de la Rouerie, herói da guerra da independência americana, morreu perto de Lamballe em 1793. O pai do ditador chileno Augusto Pinochet era um nativo da Lamballe de ascendência bretã.
Em 1947, ali ocorreram várias prisões de participantes do complô anticomunista denominado Plan Bleu, que visava tomar o poder na França.
Em 1 de janeiro de 2016, a antiga comuna de Meslin foi incorporada por Lamballe.
Em 1 de janeiro de 2019, passou a formar parte da nova comuna de Lamballe-Armor.

## Geminação
Lamballe tem como cidade gémea a cidade de Oliveira do Bairro em Portugal.